# Спиридоновка (Курманаєвський район)
Спиридо́новка (рос. Спиридоновка) — село у складі Курманаєвського району Оренбурзької області, Росія.

## Населення
Населення — 22 особи (2010; 80 у 2002).
Національний склад (станом на 2002 рік):
- росіяни — 75 %